# Droga ekspresowa S52
Die Droga ekspresowa S52 (pol. für ,Schnellstraße S52‘) ist eine zum Teil fertiggestellte, größtenteils geplante Schnellstraße in Polen. Sie wurde mit einem Beschluss der Regierung vom 19. Mai 2016 neu eingerichtet und wird nach Fertigstellung von der polnisch-tschechischen Grenze bei Cieszyn über Bielsko-Biała zur Schnellstraße S7 bei Głogoczów führen und somit die Landesstraße 52 zwischen Bielsko-Biała und Głogoczów (S7) ersetzen. Des Weiteren wird nun die Nordumgehung von Krakau als Teil der S52 in das Schnellstraßennetz integriert.
Am 4. August 2016 wurde die Einrichtung der S52 mit der Änderung der Schnellstraßenverläufe in der Woiwodschaft Schlesien seitens der GDDKiA umgesetzt. Der Abschnitt der Schnellstraße S1 zwischen Bielsko-Biała und der Grenze in Cieszyn wurde zum Teil der S52 umgewidmet, während die S1 zur polnisch-slowakischen Grenze bei Zwardoń geführt wird und die S69 ersetzt.

## Planungsgeschichte

### Cieszyn – Bielsko-Biała

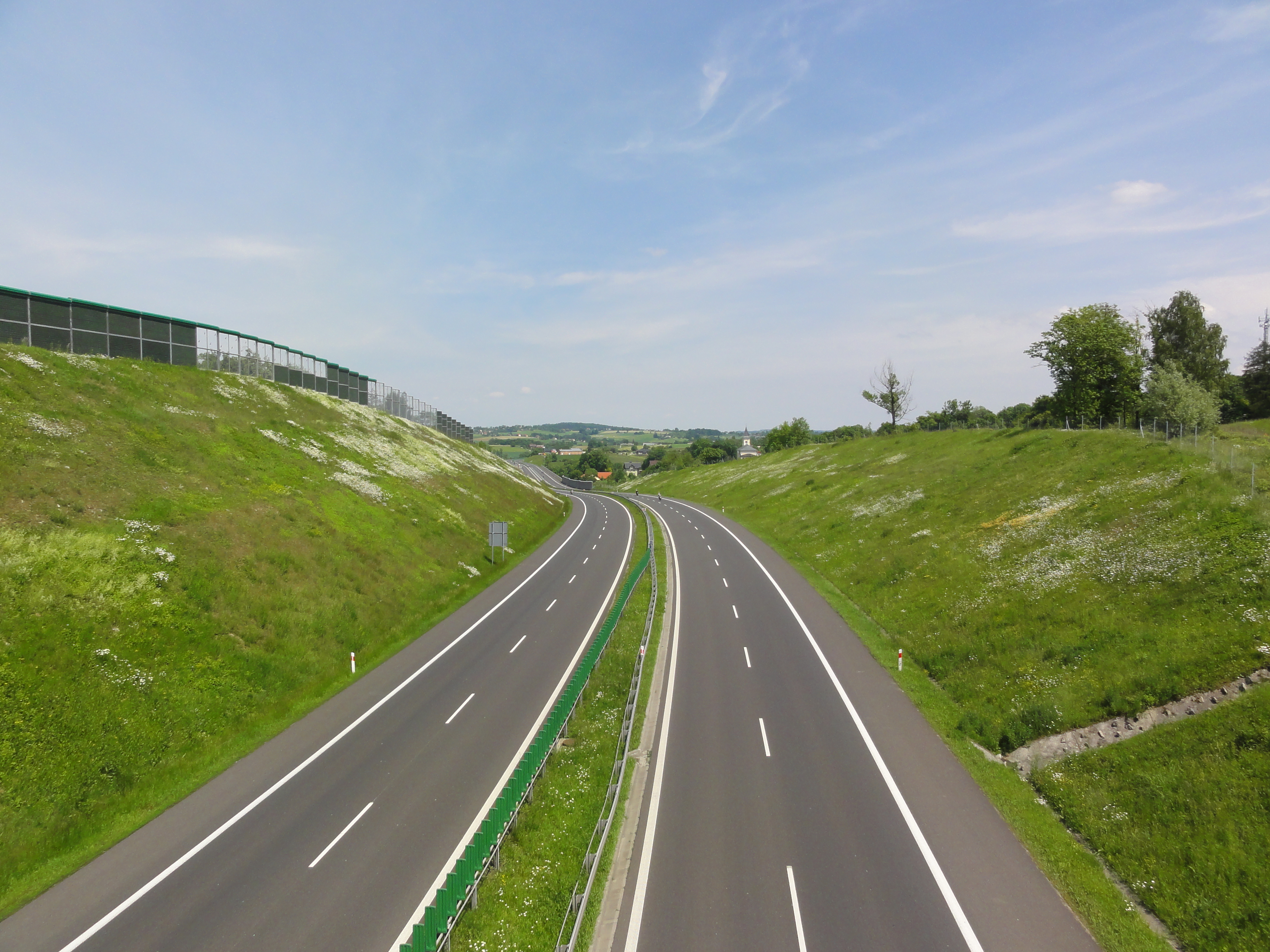
Die S52 bei Ogrodzona.
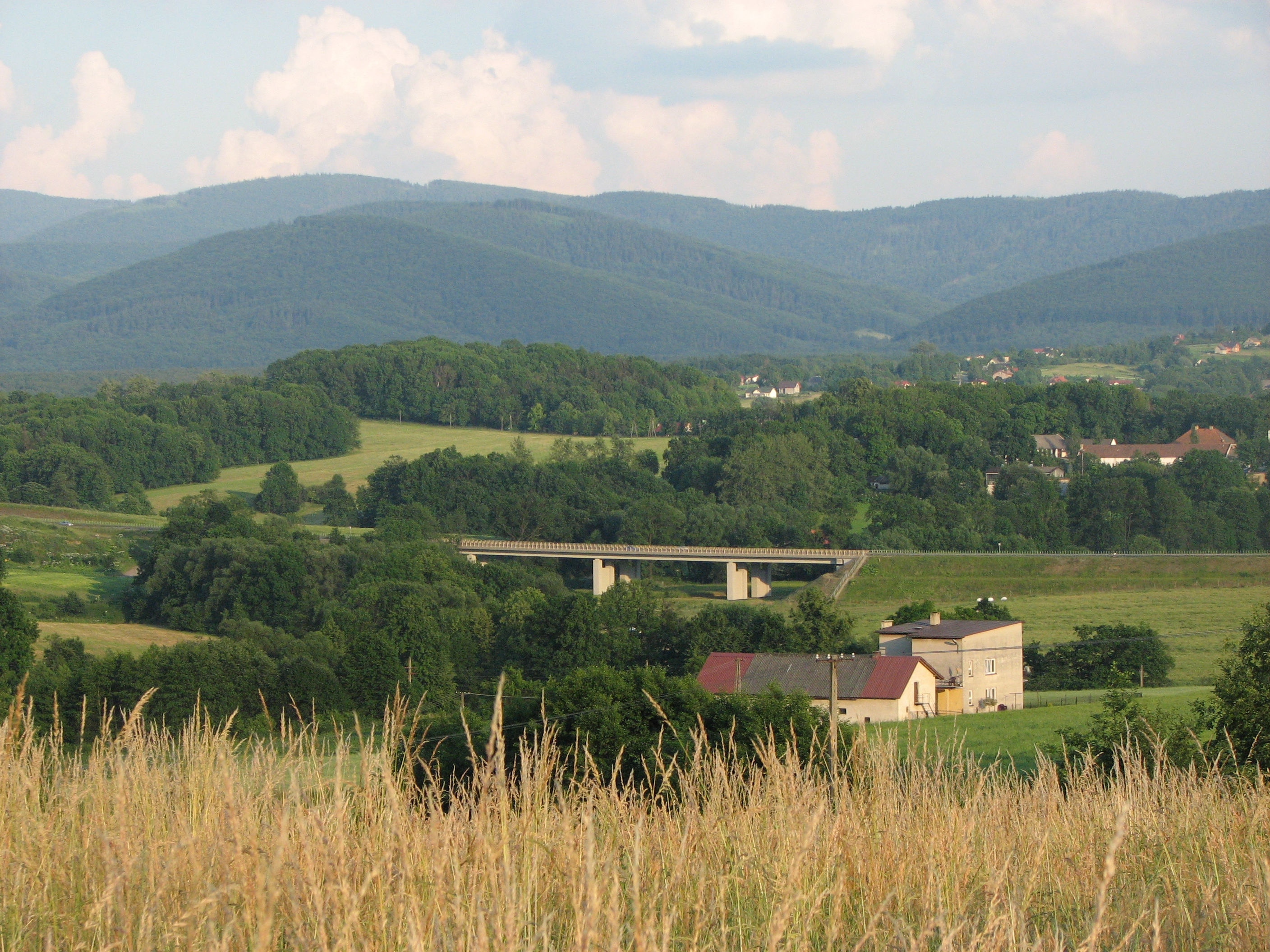
Die Schnellstraße S52 im Beskidenvorland.
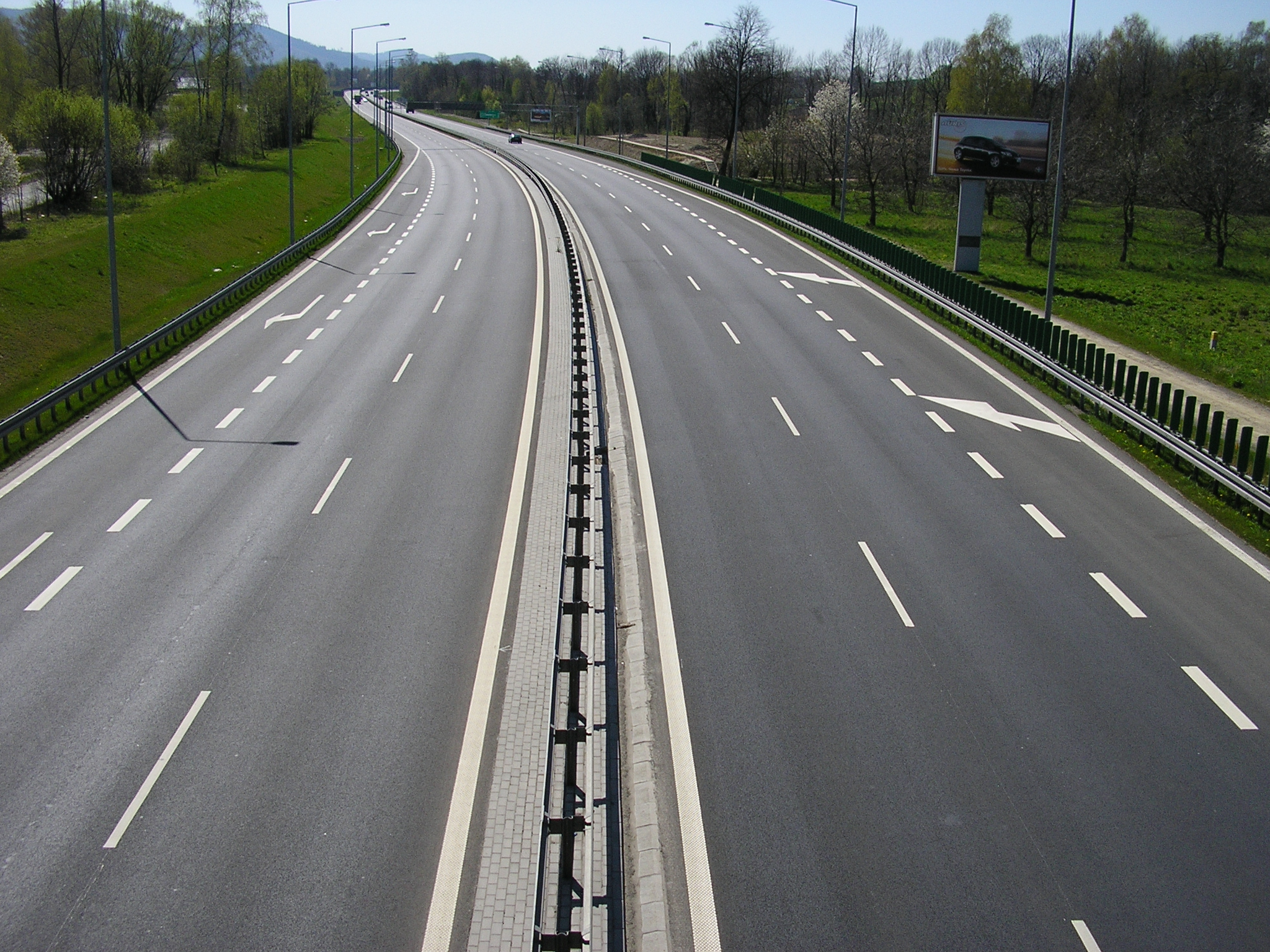
Die S52 beim Knoten Bielsko-B.-Międzyrzecka in Richtung Cieszyn

Dieser 33,2 km lange Abschnitt verbindet Cieszyn mit Bielsko-Biała und stellt eine wichtige Verbindung zum tschechischen Autobahnnetz her. In mehreren Unterabschnitten erfolgte im Zeitraum von 2002 bis 2007 der Neubau bzw. die Modernisierung der damaligen Landesstraße 1 zur Schnellstraße S1 (heute S52). Die Projektkosten beliefen sich auf 95,7 Millionen Euro, wovon 71,8 Millionen Euro von der EU getragen wurden. Auf der gesamten Länge ist der Abschnitt mit zwei Fahrbahnen und je zwei Fahrstreifen und Standstreifen pro Richtung ausgestattet.
- Grenzübergang PL/CZ – Knoten Cieszyn-Zachód (5,2 km)
Der Bauvertrag für diesen Unterabschnitt wurde am 2. Oktober 2006 zwischen der GDDKiA und einem Konsortium bestehend aus den Bauunternehmen Bilfinger Berger Sp. z o.o. und Warszawskie Przedsiębiorstwo Robót Drogowych (WPRD) S.A. unterschrieben. Die Kosten betrugen rund 7,3 Mio. Euro. Die Fertigstellung erfolgte am 23. September 2007. Hierbei handelte es sich um die Modernisierung der bestehenden Straße zur Schnellstraße.
- Knoten Cieszyn-Zachód – Międzyświeć (6,7 km)
Der Bauvertrag für diesen Unterabschnitt wurde am 2. Oktober 2002 zwischen der GDDKiA und dem Bauunternehmen Budimex Dromex S.A. unterschrieben. Die Baukosten betrugen rund 21,5 Mio. Euro. Die Fertigstellung erfolgte am 29. September 2005, die Verkehrsübergabe am 5. Oktober 2005 war. Auf diesem 6,7 km langen Neubau wurden 7 Brückenbauwerke errichtet.
- Międzyświeć – Pogórze (Umgehung von Skoczów; 5,4 km)
Der Bauvertrag für diesen Unterabschnitt wurde am 4. Juni 2003 zwischen der GDDKiA und einem Konsortium bestehend aus den Bauunternehmen PRInż S.A. und Hydrobudowa S.A. unterschrieben. Die Baukosten betrugen rund 17,9 Mio. Euro. Die Fertigstellung war für September 2005 geplant. Aufgrund der Insolvenz der Baufirma PRInż S.A. wurde der Vertrag Ende Mai 2006 aufgelöst und eine erneute Ausschreibung durchgeführt. Der zweite Bauvertrag wurde am 7. November 2006 mit einem Konsortium bestehend aus den Baufirmen Dragados S.A. und Polimex-Mostostal S.A. unterzeichnet. Die Baukosten betrugen rund 21,4 Mio. Euro. Die Fertigstellung erfolgte am 20. November 2007, die Verkehrsübergabe am 23. November 2007. Im Rahmen des Neubaus einer 5,4 km langen Schnellstraße wurden 11 Brückenbauwerke und ein neuer Knoten errichtet.
- Pogórze – Knoten Świętoszówka (Umgehung von Grodziec; 4,9 km)
Der Bauvertrag für diesen Unterabschnitt wurde am 15. November 2004 zwischen der GDDKiA und dem Bauunternehmen Skanska S.A. unterschrieben. Die Baukosten betrugen rund 22,6 Mio. Euro. Die Fertigstellung erfolgte am 27. November 2006, die Verkehrsübergabe am 18. Dezember 2006. Auf diesem 4,9 km langen Neubau wurden 7 Brückenbauwerke errichtet.
- Knoten Świętoszówka – Knoten Bielsko-Biała -Komorowice (11 km)
Der Bauvertrag für diesen Unterabschnitt wurde am 4. Juni 2003 zwischen der GDDKiA und dem Bauunternehmen Budimex Dromex S.A. unterschrieben. Die Baukosten betrugen rund 17,6 Mio. Euro. Die Fertigstellung erfolgte am 27. Oktober 2006, wobei die Verkehrsübergabe bereits am 11. August 2006 war. Hierbei handelte es sich um den Ausbau der bestehenden Straße zur Schnellstraße. Neben 22 Brückenbauwerken wurden drei Knoten und 10 km an parallelen lokalen Straßen und errichtet.

### Nordostumgehung von Bielsko-Biała

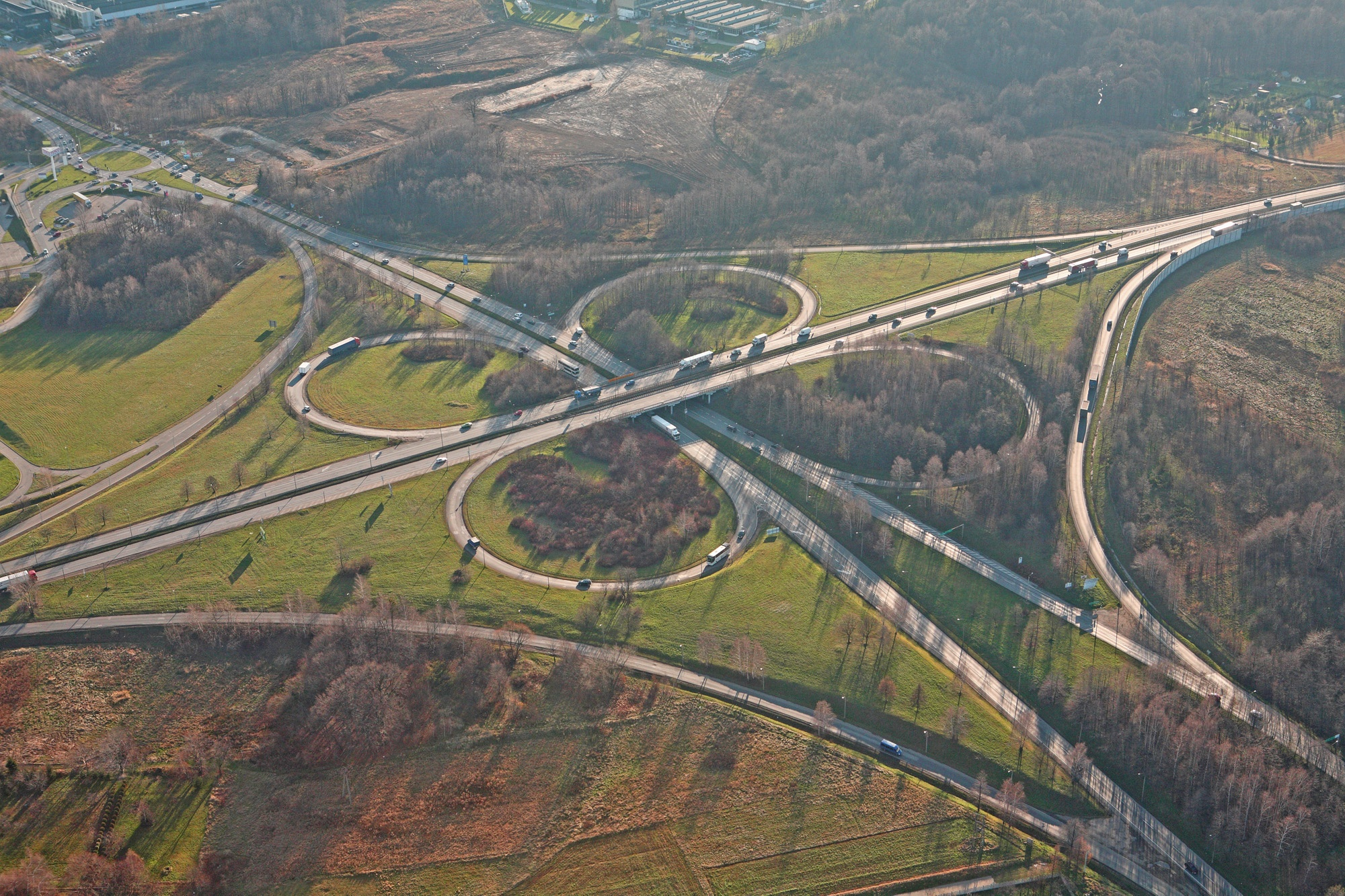
Der Knoten Komorowice in Bielsko-Biała (12/2008)
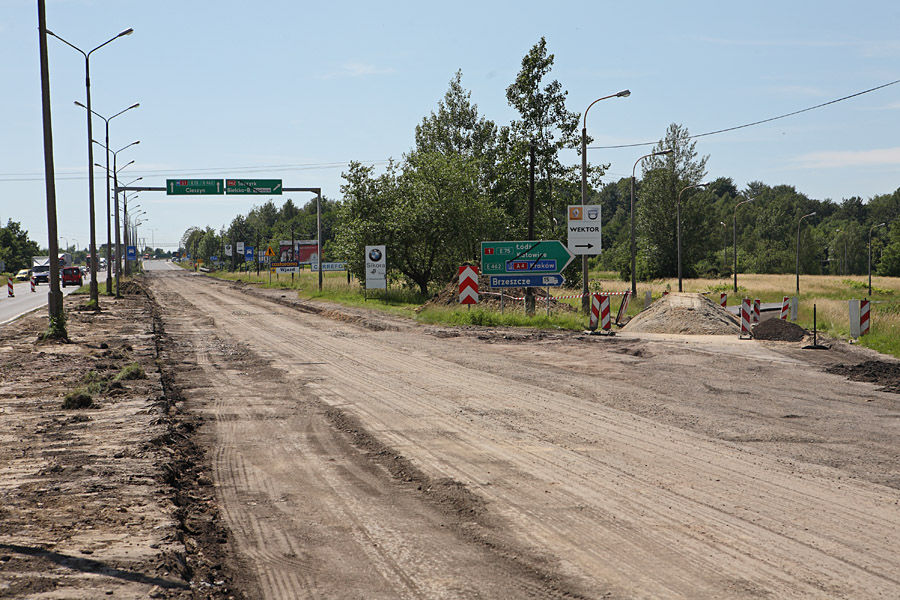
Der Ausbau eines Teils der damaligen Niepodległości-Straße zur Schnellstraße (07/2009).

Die insgesamt 11,9 km lange Nordostumgehung von Bielsko-Biała verläuft vom Westen kommend nach Osten und umkurvt die Stadt vom Norden her. Anschließend biegt die Umgehung am (bisher noch geplanten) Knoten Bielsko-Biała Krzemionki in Richtung Süden und umkurvt die Stadt vom Osten her. Sie ist mit zwei Fahrbahnen mit je zwei Fahrstreifen und einen Standstreifen ausgebaut. Anstelle des Knotens Bielsko-Biała Krzemionki wird der Verkehr über eine Verbindungsrampe des zukünftigen Knotens provisorisch geführt, dort ist eine Höchstgeschwindigkeit von 60 km/h festgelegt.
Die Umgehung wurde zunächst als Teil der Schnellstraßen S1 und S69 geplant und realisiert. Dabei war das nördliche Teilstück in West-Ost-Richtung vom Knoten Bielsko-Biała Komorowice bis zum (bisher noch geplanten) Knoten Bielsko-Biała Krzemionki bis 2016 ein Teil der S1 und das östliche Teilstück vom (bisher noch geplanten) Knoten Bielsko-Biała Krzemionki bis zum Knoten Bielsko-Biała Mikuszowice ein Teil der S69. Seit der Reform der Nummerierung ist nun der nördliche Abschnitt offiziell ein Teil der S52, während der östliche Abschnitt nun Teil der S1 ist. Jedoch wird bis zur Fertigstellung des Knotens Bielsko-Biała Krzemionki als Abzweigung der S1 von der S52 samt dem Lückenschluss zwischen Mysłowice und Bielsko-Biała das nördliche Teilstück ebenfalls als S1 ausgeschildert.
Im Verlauf des nördlichen Teilstücks wurden der Knoten Bielsko-Biała Komorowice modernisiert und der Knoten Bielsko-Biała Rosta neu gebaut. Der erste Knoten Komorowice ist als Kreuz gebaut. Dabei wird die Warszawska-Straße (Landesstraße 1) in Form eines Kleeblatts höhenfrei gekreuzt. Der zweite Knoten Rosta ist als Anschlussstelle in einer Mischform ausgeführt und stellt eine Verbindung zur Niepodległości-Straße/Woiwodschaftsstraße 940 her. Die zwischen den beiden Knoten verlaufende 2,85 km lange Strecke wurde vom Teil der Niepodległości-Straße zur Schnellstraße ausgebaut. Insgesamt wurden im Teilstück der S52 ca. 20 Ingenieurbauwerke und ca. 5 km an Lärmschutzwänden gebaut.
Der Planungsprozess der gesamten Nordostumgehung dauerte von den 1970er Jahren bis in das Jahr 2009 an. Ende November 2007 wurde der Umweltverträglichkeitsbeschluss (poln.: Decyzja o środowiskowych uwarunkowaniach, kurz DŚU) von der Verwaltung der Woiwodschaft Schlesien erteilt. Klagen gegen diesen Beschluss wurden vom Umweltministerium im Mai 2008 abgewiesen. Gegen den Beschluss wurden Klagen beim zuständigen Verwaltungsgericht der Woiwodschaft Masowien eingereicht. Parallel dazu wurden am 3. Juli 2008 (Neubau; Ergänzung am 10. Juni 2009) und am 5. Mai 2009 (Ausbau) die Baugenehmigungen erteilt. In der ebenfalls parallel zum Planungsprozess abgelaufenen Ausschreibung erhielt ein deutsch-polnisches Konsortium bestehend aus den Bauunternehmen Hermann Kirchner Polska Sp. z o.o., Hermann Kirchner Bauunternehmung GmbH, Mosty Łódź S.A. und Intercor Sp. z o.o. den Zuschlag. Die Baukosten für die gesamte Umgehung betrugen 1,253 Mrd. Złoty (nach damaligen Wechselkurs etwa 314 Mio. Euro). Die Vertragsunterzeichnung erfolgte am 22. Oktober 2008. Es wurde eine 30 Monate lange Bauzeit festgelegt. Die ausgebaute Strecke zwischen den Knoten Komorowice und Rosta wurde am 19. August 2011 eröffnet, die restliche Strecke am 28. Oktober 2011.

## Fertiggestellte Abschnitte
| Abschnitt                                                      | Länge    | Bauzeit   | Baukosten                       | Verkehrsübergabe  |
| -------------------------------------------------------------- | -------- | --------- | ------------------------------- | ----------------- |
| Grenzübergang PL/CZ – Knoten Cieszyn-Krasna                    | 005,2 km | –         | –                               | 15. Dezember 1995 |
| Knoten Cieszyn-Krasna – Międzyświeć                            | 006,7 km | 2002–2005 | 091 Mio. Złoty (22 Mio. Euro)   | 5. Oktober 2005   |
| Międzyświeć – Pogórze (Umgehung von Skoczów)                   | 005,4 km | 2003–2007 | 098 Mio. Złoty (21 Mio. Euro)   | 23. November 2007 |
| Pogórze – Knoten Świętoszówka                                  | 004,9 km | 2004–2006 | 090 Mio. Złoty (23 Mio. Euro)   | 18. Dezember 2006 |
| Knoten Świętoszówka – Knoten Bielsko-Biała -Komorowice         | 011,0 km | 2003–2006 | 074 Mio. Złoty (18 Mio. Euro)   | 11. August 2006   |
| Knoten Bielsko-Biała -Komorowice – Knoten Bielsko-Biała -Rosta | 002,8 km | 2008–2011 | 295 Mio. Złoty (74 Mio. Euro)   | 19. August 2011   |
| Knoten Bielsko-Biała -Rosta – Knoten Bielsko-Biała -Krzemionki | 001,8 km | 2008–2011 | 190 Mio. Złoty (45 Mio. Euro)   | 28. Oktober 2011  |
| Knoten Balice I / Kraków-Zachód – Knoten Kraków-Radzikowskiego | 003,5 km | 1978–1986 |                                 | 22. November 1986 |
| Knoten Kraków-Radzikowskiego – Knoten Kraków-Modlnica          | 001,8 km | 2009–2011 | 150 Mio. Złoty (35 Mio. Euro)   | 8. Juni 2011      |
| Knoten Kraków-Modlnica – Knoten Kraków-Mistrzejowice (S7)      | 014,5 km | 2019–2023 | 1,8 Mrd. Złoty (412 Mio. Euro)  | 23. Dezember 2024 |
| Summe                                                          | 057,3 km |           | 2,82 Mrd. Złoty (658 Mio. Euro) |                   |

## Geplante Abschnitte
| Abschnitt                                                   | Länge    | geplante Bauzeit | voraussichtliche Baukosten |
| ----------------------------------------------------------- | -------- | ---------------- | -------------------------- |
| Knoten Bielsko-Biała Hałcnów – Knoten Bulowice              | 016,0 km | 2030–2033        | unbekannt                  |
| Knoten Bulowice – Knoten Chocznia                           | 011,0 km | 2030–2033        | unbekannt                  |
| Knoten Chocznia – Knoten Kalwaria Zebrzydowska Wschód       | 020,0 km | 2030–2033        | unbekannt                  |
| Knoten Kalwaria Zebrzydowska Wschód – Knoten Głogoczów (S7) | 015,8 km | 2030–2033        | unbekannt                  |
| Summe                                                       | 062,8 km |                  |                            |